# День працівника державної податкової служби України
День працівника державної податкової служби України — професійне свято України. Відзначається щорічно 2 липня.
На заміну Дня працівника державної податкової служби України у 2013 році встановлено День працівника податкової та митної справи України.

## Історія свята
Свято встановлено в Україні «…враховуючи значну роль державної податкової служби України у забезпеченні реалізації податкової політики держави…» згідно з Указом Президента України «Про День працівників дипломатичної служби» від 21 листопада 2005 р. № 1639/2005.
Із встановленням Дня працівника державної податкової служби України було скасовано День податкової служби України.